# Dengler: Fremde Wasser
Fremde Wasser ist ein deutscher Fernsehfilm von Rick Ostermann aus dem Jahr 2018. Es handelt sich um den vierten Filmbeitrag der Krimireihe Dengler, die montags als „Fernsehfilm der Woche“ ausgestrahlt wird. In den Hauptrollen der Ermittler agieren Ronald Zehrfeld und Birgit Minichmayr. Die Erstausstrahlung der Episode erfolgte am 14. Mai 2018 im ZDF.

## Handlung
Der ehemalige BKA-Zielfahnder und jetzige Privatermittler Georg Dengler erhält von der weltweit tätigen Wasserwerkeberaterin Dr. Larson den Auftrag, den griechischen Lobbyisten Kolidis aufzuspüren, der wie sein Sohn Jannis seit der Explosion seines Segelboots vor Athen verschollen ist. Dengler nimmt den lukrativen Auftrag an und engagiert zur Unterstützung die Hacker-Queen Olga Illiescu, die ihm in der Vergangenheit mehrfach eine große Hilfe war. Er verspricht ihr einen Kurzurlaub in Griechenland, damit sie ihn begleitet. Dort angekommen, lässt sich Dengler von einem griechischen Ermittler Kolidis Wohnung zeigen und erhofft sich damit Anhaltspunkte für seine Recherchen. Laut Polizeibericht wäre die Explosion auf dem Boot ein Unfall gewesen, was Dengler zu widerlegen versucht. Dengler und Illiescu fliegen zurück nach Berlin, dort nimmt Dengler Kontakt zu dem Bundestagsabgeordneten Andreas Schülkopf auf, mit dem Kolidis in Verbindung stand. 
Schülkopf und seine Familie werden nachts von zwei maskierten Männern bedroht, die sämtliche Unterlagen seines Kontaktes zu Kolidis einfordern. Nach dem Überfall wird Schülkopf inhaftiert, da bei ihm eine größere Menge Drogen gefunden wurde. Als Dengler ihn in der U-Haft besucht, bittet Schülkopf ihn um Hilfe. Zu seiner Verteidigung gibt er an, dass man ihm die Drogen untergeschoben hätte. Dies soll Dengler beweisen und nach Möglichkeit gleich die gesamten Machenschaften von Lobbyisten der Wasserprivatisierung in Griechenland aufdecken. Dazu soll er aus Schülkopfs Abgeordneten-Büro Kopien von Unterlagen holen, was sich als nicht ganz einfach herausstellt. Dengler besitzt zwar noch einen BKA-Ausweis, doch seine Aktion fällt auf und er muss sich mit seinem Ex-Chef Müller auseinandersetzten. Erneut handelt er einen Deal mit ihm aus, damit sein amtsanmaßendes Handeln keine weiteren Konsequenzen hat. Müller traut Dengler jedoch nicht und lässt ihn zur Sicherheit überwachen. So erfährt er, dass Dengler zurück nach Athen reisen will. Inzwischen war es Illiescu gelungen, aktuelle Mails von Kolidis Sohn abzufangen, die beweisen, dass er lebt. Dengler nimmt dessen Spur auf und findet so das Versteck von Kolidis, bemerkt aber nicht, dass er sowohl von Müllers Zielfahnder Malakov, als auch von einem mysteriösen, beim BKA als „Doktor“ bekannten Mann beschattet wird. Bei einem Zweikampf tötet der „Der Doktor“ den BKA Beamten Malakov.
Dengler gelingt es, mit Kolidis zu sprechen und erfährt so, dass Dr. Larson selbst hinter allem steckt. Dies bestätigen ihm auch Recherchen von Illiescu. Larson hatte selbst das Attentat auf den Griechen veranlasst, nachdem dies nicht zum gewünschten Erfolg führte, hatte sie Dengler engagiert. Durch ihn wollte sie Kolidis aufspüren und die Angelegenheit durch den „Doktor“ zu Ende bringen. Während Dengler Kolidis bittet, mit ihm nach Berlin zu kommen, um dort gegen Larson auszusagen, trifft ihn ein Geschoss. Dengler reagiert sofort und kann den „Doktor“ ausschalten, aber Kolidis ist nicht mehr zu retten.
Ohne Kronzeugen Larson zu überführen, erfordert einen Trick. In Absprache mit Müller will er einen Lockvogel als Kolidis ausgeben und Larson aus der Reserve locken. Der Plan geht auf und Larson tappt in die Falle. Sie verrät sich selbst und wird von einem Einsatzkommando festgenommen. Somit ist am Ende auch Schülkopf rehabilitiert und kann wieder zurück zu seiner Familie.

## Hintergrund
Laut Schorlaus Romanvorlage dürfte die Handlung für Fremde Wasser nicht auf einer griechischen Insel spielen, sondern teilweise in Südamerika.
Die Dreharbeiten erstreckten sich vom 6. September 2017 bis zum 12. Oktober 2017 und fanden in Berlin sowie in Griechenlands Hauptstadt Athen statt.

## Rezeption

### Einschaltquote
Bei der Erstausstrahlung von Fremde Wasser am 14. Mai 2018 erreichte der Film 5,5 Millionen Zuschauer, was einen Marktanteil von 19,2 Prozent für das ZDF ergab.

### Kritiken
Rainer Tittelbach von Tittelbach.tv urteilte: „Es geht um die verheerenden Folgen der Privatisierung der Wasserversorgung, die weltweit immer mehr Menschen von einem Zugang zu sauberem Wasser ausschließt. Ein perfekter Fall für den systemkritischen Privatermittler. Das Verhalten einiger Charaktere ist ambivalent, und die genretypischen Situationen, beispielsweise die zeitgleichen Mehrfach-Beschattungen, entpuppen sich als vielschichtiger als zunächst oft angenommen. Grundlage für die ausnehmend gut funktionierende Spannungsdramaturgie ist die vorzügliche Informationspolitik des Films. Das Genre, nicht das Thema, bestimmt die Struktur der Geschichte. Und so ist ‚Fremde Wasser‘ ein tadeloser Thriller mit großen Momenten.“
Bei der Frankfurter Allgemeinen Zeitung schrieb Matthias Hannemann: „Ach, Griechenland! Die Welt brennt an allen Ecken und Enden, und so hätten wir beinahe vergessen, dass da ja auch noch etwas war. ‚Fremde Wasser‘, der neue Fall mit Georg Dengler (Ronald Zehrfeld), einem Privatermittler mit BKA-Vergangenheit, der auch in seinem vierten Abenteuer von der Hackerin Olga (Birgit Minichmayr) unterstützt wird, katapultiert uns ins Thema zurück.“
Die Kritiker der Fernsehzeitschrift TV Spielfilm werteten: „Lars Kraume, der die ersten drei Folgen verantwortete, hat die Regie an Rick Ostermann (Wolfskinder) abgegeben, haut aber als Skriptautor ein paar böse Spitzen um Moral und Politik raus. Entstanden ist ein durchweg spannender Euro-Politthriller, der gut unterhält und dabei auf etwas Tiefgang nicht verzichtet.“.
Bei der Welt war Elmar Krekeler der Meinung: „Ronald Zehrfeld reist im ZDF-Krimi ‚Fremde Wasser‘ nach Griechenland und schaut als Zielfahnder Georg Dengler in die Abgründe der Gesellschaft. Der Mörder macht dem Zuschauer dabei am wenigsten Angst.“